# Maurice Sarraut
Pour les articles homonymes, voir Sarraut.
Maurice Sarraut, né le 22 septembre 1869 à Bordeaux et assassiné le 2 décembre 1943 à Toulouse, est un journaliste et homme politique français.

## Biographie

### Famille
Frère aîné d'Albert Sarraut, il perd en 1887 son père Omer Sarraut, maire de Carcassonne en 1887, franc-maçon et anticlérical, alors qu'il a dix-huit ans. 

### Les débuts dans le journalisme
Il est alors engagé au journal La Dépêche de Toulouse, tout en suivant une formation d'avocat. En 1892, il organise l'agence parisienne du journal et tisse de nombreux liens avec des députés et ministres. Il devient directeur administratif du journal en 1909 et un proche du groupe Pierre Lafitte.

#### Première Guerre mondiale
Pendant la Première Guerre mondiale, il s'engage et sert comme officier de liaison en qualité de lieutenant d'état-major. Il sert dans une division d'infanterie. Il effectue une mission de liaison et de renseignement auprès de l'état-major serbe en octobre 1915. Le 3 décembre 1916, il est cité à l'ordre de l'armée.

### Entre-deux-guerres, premiers mandats et rachat deLa Dépêche
Membre du Parti radical-socialiste dont il est président en 1926-1927, il est sénateur de l'Aude de 1913 à 1932, date à laquelle il démissionne pour devenir propriétaire de La Dépêche. Il soutient son frère dans sa carrière politique et exerce une grande influence dans le Sud-ouest.

### Seconde Guerre mondiale

#### Relations avec Vichy
À la suite de l'armistice de juin 1940, Maurice Sarraut approuve le nouveau régime de Vichy qui se met en place, et son journal soutient le maréchal Pétain. Ancienne figure de la IIIe République et soupçonné d'être franc-maçon, Maurice Sarraut est cependant détesté des ultras de la collaboration. Brièvement arrêté par la Gestapo début janvier 1943, Maurice Sarraut est libéré peu après à la suite de l'intervention de René Bousquet, secrétaire général de la police de Vichy, dont il est l'ami personnel. À partir de 1943, Maurice Sarraut prend ses distances avec Pierre Laval, en particulier sur la question de la création de la Milice.

#### Assassinat par la milice (1943)
Après avoir quitté son bureau de la rue Bayard, il est assassiné le 2 décembre 1943 devant sa résidence, la villa des Tilleuls, dans le quartier Saint-Simon à Toulouse par un membre de la Légion des volontaires français venu de Paris, Maurice Dousset, qui l'attendait dans une voiture avec trois complices,. Les journaux collaborationnistes accusent aussitôt la Résistance, mais très rapidement, la police de René Bousquet arrête les meurtriers. Il s'agit de miliciens qui sont libérés peu après à la suite d'interventions de Joseph Darnand et des autorités allemandes.
En représailles, l'abbé Sorel est exécuté par la Résistance le 20 décembre.
À la fin de la guerre, le chef régional de la Milice, Henry Frossard, est accusé d'avoir fourni armes et véhicule aux tueurs. Condamné à mort, il est exécuté le 14 mai 1945.
Maurice Sarraut est inhumé au cimetière Saint-Vincent de Carcassonne.

## Décorations
- Chevalier de la Légion d'honneur (décret du 13 juin 1901). Il est fait chevalier le 4 février 1902 par Armand Dujardin-Beaumetz[5].

## Sources
- « Maurice Sarraut », dans le Dictionnaire des parlementaires français (1889-1940), sous la direction de Jean Jolly, PUF, 1960 [détail de l’édition]
- Michèle et Jean-Paul Cointet, Dictionnaire historique de la France sous l'Occupation, Tallandier, 2000 (ISBN 2-235-02234-0)

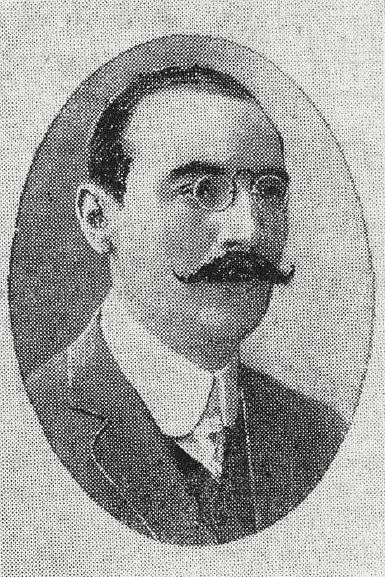
Maurice Sarraut, sénateur en 1913, directeur de la Dépêche du Midi durant les années 1910 et 1920.